# 太平桥大街
39°55′00″N 116°21′30″E / 39.91674°N 116.35843°E
太平桥大街是中国北京市西城区的一条南北向大街。

## 简介
该大街北起阜成门内大街，南到复兴门内大街。因今辟才胡同西口外，明朝、清朝旧有“太平桥”而得名。
该大街在明朝原本是河道，称大明壕，或称河漕，清朝改称西沟沿，或称沟沿（清朝《乾隆京城全图》标此河道为“沟沿”）。太平桥就位于该河道上。民国十年（1921年）至民国十九年（1930年），河道改为暗河，地上开辟成大街，称为沟沿大街。民国三十五年（1946年）后，为纪念抗日牺牲的国军将领佟麟阁、赵登禹，将沟沿大街一分为三，将沟沿大街辟才胡同以北段命名为赵登禹路，将沟沿大街二龙路南口以南段命名为佟麟阁路。沟沿大街中段分别称鸭子庙、太平桥、西京畿道，1965年合并统称太平桥大街。
该大街和东西向道路复兴门内大街、阜成门内大街、广宁伯街、辟才胡同、武定侯街相接。该大街和南北向道路赵登禹路、闹市口大街相接。该大街南端有一个向东的拐弯，位于中国工商银行总行的西北角，此拐弯处向南与闹市口北街相接。经过该拐弯后，该大街向东再折向南，经过中国工商银行总行与民族饭店之间，原同佟麟阁路相接，但因佟麟阁路北段被拆迁建高楼，故两条路不再相接。
该大街上有中国人民政治协商会议全国委员会、国家民族事务委员会、中国致公党中央委员会等机关的办公楼。旧有的顺承郡王府已因为建中国人民政治协商会议全国委员会办公楼而搬迁。北京地铁19号线在赵登禹路-太平桥大街-闹市口北街一线下方铺设，并在太平桥大街与闹市口北街相接处设太平桥站，但由于工期滞后，该站并未随19号线一同开通。